# Thanh Lam
Đoàn Thanh Lam (sinh ngày 19 tháng 6 năm 1969) là một nữ ca sĩ người Việt Nam. Cô là ca sĩ thuộc biên chế Nhà hát nghệ thuật đương đại Việt Nam. Lam sở hữu một giọng nữ trung trữ tình (Lirico mezzo-soprano vocal) đầy nội lực, vang rền cùng với nền tảng kỹ thuật tốt, một âm sắc được giới chuyên môn đánh giá cao, và có sự đa dạng trong phong cách âm nhạc của mình. Thanh Lam được công nhận rộng rãi là một trong bốn diva Việt Nam cùng với Hồng Nhung, Mỹ Linh, Hà Trần và cô được mệnh danh là Nữ hoàng nhạc nhẹ.
Thanh Lam là một trong những ca sĩ mở đường, định hướng cho nền nhạc nhẹ Việt Nam từ đầu thập niên 1990 và tiên phong cho việc đẩy lùi phong trào nhạc ngoại lời Việt. Cô có ảnh hưởng đến những thế hệ ca sĩ thành danh sau này như Mỹ Linh, Hà Trần, Tùng Dương, Đàm Vĩnh Hưng, Hoàng Quyên... Thanh Lam cũng là ca sĩ thuộc biên chế Nhà hát Nghệ thuật Đương đại Việt Nam, cô được Nhà nước phong tặng danh hiệu Nghệ sĩ Ưu tú 2007, đến năm 2023 cô được Nhà nước Việt Nam phong tặng danh hiệu Nghệ sĩ Nhân dân. Cô đã giành được 1 giải Cống hiến và 13 đề cử, đứng thứ tư trong danh sách những người được đề cử nhiều nhất.
Thanh Lam thể hiện thành công nhạc phẩm của các nhạc sĩ Thuận Yến, Dương Thụ, Thanh Tùng, Hồng Đăng, Từ Huy, Quốc Trung, Phó Đức Phương, Nguyễn Cường, Quốc Bảo, Bảo Chấn, Lê Minh Sơn, Lưu Hà An và Nguyễn Vĩnh Tiến.

## Tiểu sử và sự nghiệp
Đoàn Thanh Lam sinh ngày 19 tháng 6 năm 1969 tại Hà Nội trong một gia đình làm nghệ thuật. Quê gốc cô tại Duy Xuyên, Quảng Nam; là con gái của nhạc sĩ Thuận Yến và nghệ sĩ đàn tranh NSƯT Thanh Hương. Em trai cô là DJ, nhạc sĩ Trí Minh. Từ lúc lên 3 tuổi, Thanh Lam đã được cha dạy hát và nghe đàn piano. Năm 7 tuổi, mẹ dạy cho cô chơi đàn thập lục, tập hát các bài dân ca Việt Nam. Năm 9 tuổi (1978), Thanh Lam được tuyển chọn vào Nhạc viện Hà Nội theo học môn đàn tỳ bà hệ sơ cấp 11 năm, đồng thời tham gia ca hát trong đội "Chim sơn ca" của Đài Tiếng nói Việt Nam và đội Họa Mi Cung Văn hóa Thiếu nhi Hà Nội.
Năm 1981 (12 tuổi), Thanh Lam một mình đi dự Festival thiếu nhi ở Đức. Nhạc sĩ Thuận Yến - cha của Thanh Lam từng chia sẻ về chuyến đi này: "Cháu đứng trên sân khấu vừa đánh đàn guitar vừa hát bài Mặt trời và ánh lửa của nhạc sĩ Trần Long Ẩn. Lam không học guitar mà vẫn chơi được".
Năm 1984, Thanh Lam tham gia biểu diễn tại Festival Thanh niên Thế giới 1984.
Năm 1985, Thanh Lam dừng việc học đàn tỳ bà, chuyển sang học khoa thanh nhạc, hệ Trung cấp tại Nhạc viện Hà Nội. Đây là một bước ngoặt quan trọng có tính chất quyết định cho con đường nghệ thuật của cô sau này. Song song việc học, Thanh Lam cùng với ca sĩ Thái Bảo thành lập nhóm nhạc Bồ câu trắng đi biểu diễn khắp nơi (từ năm 1985 đến năm 1987). Ngoài ra, khoảng thời gian từ năm 1985 đến 1991, Thanh Lam là ca sĩ của Đoàn ca múa nhạc nhẹ Trung ương, cô đã cùng đoàn đi biểu diễn ở nhiều nơi, nhiều nước trên thế giới như: Đức, Nga, Bulgaria, Trung Quốc, Cuba, Hà Lan, Hungary và Romania.
Năm 1986, cô tham dự Liên hoan Ca khúc chính trị tại Berlin và với bài hát "Mặt trời và ánh lửa", Thanh Lam đã đoạt giải nhất, bài hát được ghi âm và phát hành ngay tại liên hoan.
Năm 1989, Thanh Lam đoạt giải thưởng "Ca sĩ được yêu thích nhất" tại Festival Âm nhạc La Habana (Cuba).
Năm 1991, Thanh Lam đoạt giải thưởng lớn cuộc thi Đơn ca nhạc nhẹ toàn quốc lần 2 với thang điểm kỷ lục: 6 điểm 10 của 6 vị giám khảo. Đêm chung kết, cô thể hiện ca khúc Chia tay hoàng hôn và Giọt nắng bên thềm.
Trong năm 1991, cô về sống chung với nhạc sĩ Quốc Trung. Cũng chính năm này, Quốc Trung thành lập ban nhạc Phương Đông và cùng Thanh Lam đi biểu diễn nhiều chương trình.
Năm 1993, Ban nhạc Phương Đông (Thanh Lam là giọng hát chính) giành giải nhất cuộc thi Liên hoan các ban nhạc nhẹ toàn quốc lần thứ nhất (và cũng là lần duy nhất cho tới hiện nay) được tổ chức tại thành phố Đà Nẵng vào tháng 8.
Năm 1994, Thanh Lam tham gia và để lại nhiều ấn tượng trong chương trình Nửa thế kỷ bài hát Việt Nam do Hội Nhạc sĩ tổ chức, một chương trình gây được tiếng vang trong thập niên 1990.
Năm 1995, Thanh Lam cùng ban nhạc Phương Đông thực hiện chương trình "Thiện Thanh" tại Nhà hát lớn Hà Nội. Đây là show nhạc đầu tiên của nhạc sĩ Quốc Trung. Nhạc sĩ Dương Thụ từng chia sẻ về 1 bài hát ông ấn tượng trong đêm nhạc: "Trong chương trình "Thiện Thanh 1", Lam hát "Bài hát ru cho anh" trên phần phối của Quốc Trung, tôi thật sự xúc động. Lam đã hát được cái khao khát sống của tôi, đằm thắm, mãnh liệt, và đượm buồn."
Năm 1996, Thanh Lam độc diễn chương trình Đêm huyền diệu kéo dài suốt 1 tuần lễ (diễn thêm cả ban ngày) ở Cung Hữu nghị. Theo nhạc sĩ Quốc Trung thì đây là liveshow đầu tiên anh làm cho Thanh Lam. Sự thành công của chương trình này là nguồn động lực lớn cho họ tổ chức 1 tour diễn xuyên Việt vào năm sau. Lúc đó, chưa có ca sĩ nào thực hiện việc này. Thanh Lam đã có hẳn cú "đạp đất" cực kỳ thành công tại sân khấu Lan Anh, giúp nơi đây mở ra thời hoàng kim suốt hàng chục năm trời.
Cũng trong năm 1996 này, Thanh Lam được mời đi biểu diễn tại Liên hoan nhạc pop châu Á Fukuoka (Nhật Bản) vào tháng 5 và Liên hoan nhạc jazz tại Montreux (Thụy Sĩ) vào tháng 9. Ở Liên hoan nhạc pop châu Á Fukuoka, cô đã hát Giọt nắng bên thềm trong đêm duy nhất giữa 8.000 khán giả. Còn ở Liên hoan nhạc Jazz tại Montreux, cô đã hát Hò mái nhì trên nền phối nhạc Jazz của Quốc Trung. Cô còn song ca với ca sĩ nổi tiếng Thụy Sĩ Stefan Eicher một sáng tác của chính ca sĩ đó: Wake up (Dậy đi em).
Liên tiếp các năm: 1997, 1998, 1999, 2000 và 2001, Thanh Lam đều nhận giải Top 10 Ca sĩ được yêu thích nhất của Làn sóng xanh – một chương trình của FM 99.9 Mhz (Đài Tiếng nói Nhân dân Thành phố Hồ Chí Minh). Các ca khúc từng lọt vào top và giúp cô nhận giải ca sĩ được yêu thích: Khát vọng, Cho em một ngày, Bên em là biển rộng, Giọt nắng bên thềm, Hoa tím ngoài sân, Em và tôi, Chia tay hoàng hôn, Một ngày mùa đông, Chiều xuân, Hoa cỏ mùa xuân, Hát với chú ve con, Ngồi hát ca bềnh bồng, Không thể và có thể, Đợi chờ, Đố tình,...
Tháng 11 và 12 năm 1997, Thanh Lam tổ chức liveshow Cho em một ngày ở 3 thành phố: TP. HCM, Hà Nội và Đà Nẵng với sự hỗ trợ của ban nhạc Phương Đông và 2 ca sĩ trẻ là Bằng Kiều và Trần Thu Hà. Đây được xem là tour diễn cá nhân đầu tiên của nhạc nhẹ Việt Nam. Liveshow còn được nhớ đến nhiều vì đã khai trương sân khấu ca nhạc Lan Anh ở TP. HCM.
Ngoài ra, cô đã phát hành album Bài hát ru cho anh trong năm.
Năm 1998, Thanh Lam đoạt giải Giọng hát Vàng tại Liên hoan Giọng hát vàng ASEAN 1998 tổ chức ở Hà Nội. Cô dự thi với 2 ca khúc: Không thể và có thể và Khát vọng.
Trong năm 1998 này, cô đã phát hành album Em và tôi, album Khát vọng và VCD Cho em một ngày.
Năm 1999, Thanh Lam thực hiện liveshow Em và tôi cùng với ban nhạc Phương Đông và phần hát bè của nhóm nhạc Tic Tic Tac. Đây là tour diễn xuyên Việt lần thứ hai của cô.
Một sự kiện khác trong năm, Thanh Lam sang Pháp để thu âm 2 bài hát (Một thoáng Tây Hồ, Biển cười) trong album "Asian Sessions" của Niels Lan Doky – một nhạc sĩ Jazz nổi tiếng của Đan Mạch. Sau đó, cô cùng với Niels Lan Doky biểu diễn tại 30 thành phố ở Đan Mạch để quảng bá cho CD Asian Sessions. Ký giả Kjeld Frandsen đã viết trên tờ Berkingske Tidende tường thuật về chuyến lưu diễn Âu châu của Niels Lan Doky và Thanh Lam: "... và Thanh Lam phối hợp những yếu tố của nhạc Folk và Pop và nâng chúng lên trình độ cao hơn trong phong cách đầy duyên dáng bằng giọng hát cực kỳ quyến rũ ... một nhạc phẩm mới với tựa đề Dạ khúc (Night Song), chất chứa những giai điệu tuyệt vời của Niels Lan Doky. Nhạc phẩm này có phần lời Việt và được Thanh Lam diễn đạt một cách nồng ấm, rõ ràng và đầy thi vị ...". Ký giả Fyns Stitidence, cũng viết về các buổi trình diễn này: "Đó là một buổi tối khi toàn bộ xúc cảm được khơi động, từ sự tĩnh lặng sâu xa của bản độc tấu dương cầm của Doky, cho tới sự đam mê mãnh liệt qua những bài hát do Thanh Lam, một ca sĩ tuyệt đẹp trình bày ..."
Năm này, cô còn cho ra đời 2 album: Ru đời đi nhé và Nơi mùa thu bắt đầu.
Năm 2000, cô cho phát hành album Tự sự. Album gồm 10 bài hát tình ca của nhạc sĩ Thuận Yến.
Năm 2001, Thanh Lam phát hành album Mây trắng bay về. Album theo đuổi phong cách world music này được đánh giá là đỉnh cao mới trong sự nghiệp của Thanh Lam cũng là cột mốc cho sự kết thúc của cặp đôi (Quốc Trung – Thanh Lam). Nhạc sĩ Quốc Bảo từng nói rằng: "Đây là đĩa nhạc hay nhất Việt Nam".
Các năm 2002, 2003, 2004, Thanh Lam tham gia chương trình VTV – Bài hát tôi yêu và đều nhận giải thưởng dành cho Top 5 video clip hay nhất do Hội đồng nghệ thuật bình chọn. Lần 1 cô tham gia với bài hát Đố tình (Quốc Trung), lần 2 là bài hát Em tôi (Thuận Yến), lần 3 là bài hát Người ở người về (Lê Minh Sơn).
Năm 2002, Thanh Lam hát nhạc jazz trong sự kiện Festival jazz châu Âu diễn ra tại Việt Nam (từ 22 đến 30 tháng 11 tại Hà Nội và từ 23 tháng 11 đến 5 tháng 12 tại TP. HCM). Cô được mời trình diễn chung với nhóm nhạc nổi tiếng đến từ Đan Mạch.
Tháng 6 năm 2003, cô cùng với Đặng Thái Sơn và nghệ sĩ Niels Lan Doky thực hiện 1 chương trình nghệ thuật tại Cung Đại hội ở thành phố Saint-Malo (Pháp). Buổi hòa nhạc diễn ra thành công với sự tham dự của gần 1.200 khán giả. Nhiều vị thượng nghị sĩ, đại biểu quốc hội Pháp, thị trưởng thành phố và đại sứ nhiều nước đã đến xem chương trình này.
Tháng 6 năm 2004, Thanh Lam và ban nhạc Bức Tường được lựa chọn đại diện Việt Nam biểu diễn tại Lễ trao giải Âm nhạc Hòa bình Thế giới (WPMA) tại sân vận động Mỹ Đình. Website chính thức của WMPA đã giới thiệu về Thanh Lam: "Thanh Lam là một nữ ca sĩ xinh đẹp và một giọng ca ấn tượng của Hà Nội. Hiện Thanh Lam là ngôi sao nhạc pop thành công nhất Việt Nam. Chị đã thu nhiều album trong đó có nhiều đĩa được phát hành tại châu Á và Mỹ. Thanh Lam được sinh ra trong một gia đình có truyền thống âm nhạc ở Hà Nội, cha cô là nhạc sĩ Thuận Yến. Thanh Lam được biết đến với chất giọng khỏe, đặc trưng và phong cách độc đáo của một ca sĩ châu Á. Chị là một phụ nữ quyến rũ, xinh đẹp với một phong cách hoàn hảo".
Ngày 18 tháng 7 năm 2004, Thanh Lam tổ chức liveshow trong chương trình Âm nhạc và những người bạn mang tên Nắng lên. Chương trình được phát sóng trực tiếp trên VTV3. Đến tháng 11 năm 2004, cô tiếp tục thực hiện chương trình độc diễn của riêng mình với liveshow chủ đề Ru mãi ngàn năm diễn ra 2 đêm ở TP. Hồ Chí Minh và 2 đêm ở Hà Nội. Hai liveshow trong năm của cô đều được giới báo chí ca ngợi nhiều, xứng đáng với kỳ vọng của người hâm mộ.
Trong năm 2004, cô đã phát hành 3 album: Ru mãi ngàn năm, Nắng lên và 1 album chung với Hà Trần có tên là Thanh Lam – Hà Trần. Cả ba album đều rất thành công. Ru mãi ngàn năm nhận giải "Album của năm" (Giải Cống hiến), Nắng lên đứng thứ nhì "Album của năm" (Giải Cống hiến năm 2005), Thanh Lam – Hà Trần được độc giả VnExpress.net bình chọn đứng đầu album yêu thích nhất 2004.
Từ ngày 9 đến 15 tháng 6 năm 2005, Thanh Lam và nhóm Trio 666 được phía Pháp chủ động mời biểu diễn trong chương trình giao lưu âm nhạc Pháp - Việt. Thanh Lam đại diện cho dòng nhạc pop Việt, còn nhóm Trio 666 đại diện cho mảng rock alternative Việt. Họ đã cùng với ban nhạc rock Pháp La Souris Déglinguée thực hiện tour lưu diễn 4 tỉnh miền Nam Việt Nam trong sự kiện này.
Năm này, cô phát hành được 2 album: Em và đêm và Này em có nhớ. Ngoài ra, cô còn tham gia chương trình Bài hát Việt với phần biểu diễn Hát một ngày mới. Ca khúc này sau đó giành được giải "Bài hát của tháng", còn cô nhận giải "Ca sĩ thể hiện hiệu quả" do Hội đồng Nghệ thuật bầu chọn.
Trong tháng 6 và tháng 7, nhóm nghệ sĩ gồm: Niels Lan Doky, Quốc Trung, Thanh Lam, Tùng Dương và các nhạc công thực hiện một chương trình nghệ thuật mang tên Vọng nguyệt (Wishing upon the moon). Ngoài hai đêm diễn tại Hà Nội và TP HCM, Vọng Nguyệt còn được trình diễn tại Festival Âm nhạc quốc tế Roskilde ở Đan Mạch, một trong những Festival Âm nhạc lớn nhất thế giới.
Cuối năm 2006, cô phát hành album Giọt... Lam với 18 ca khúc gắn liền với tên tuổi được làm mới lại. Album này giành được 2 giải trong chương trình Album Vàng ("Album nghệ thuật xuất sắc nhất của tháng" và "Ca sĩ thể hiện thành công nhất").
Năm 2007, Thanh Lam tổ chức liveshow Lam xưa nhằm kỷ niệm 20 năm ca hát (dự định thực hiện năm 2005 nhưng đã dời lại) diễn ra ở Hà Nội (tháng 10) và TP. Hồ Chí Minh (tháng 11). Sự thành công của liveshow này cùng với 2 album ra mắt trong năm (Giọt... Lam và Lam Blue ta), Thanh Lam được báo Vnmedia.vn bình chọn là ca sĩ ấn tượng nhất trong năm. Ngày 20/12/2007, cô vào TP. Hồ Chí Minh nhận giải thưởng "Ca sĩ được yêu thích nhất" (10 ca sĩ nhận giải này) của Làn Sóng Xanh tổng kết 10 năm.
Thanh Lam đã được Nhà nước phong tặng danh hiệu Nghệ sĩ ưu tú năm 2007 do có nhiều đóng góp cho nền nhạc nhẹ Việt Nam. Cô là ca sĩ tự do đầu tiên nhận được danh hiệu này. Năm 2009, cô được mời đóng vai phụ trong series phim truyền hình 13 nữ tù do VFC sản xuất. Trước đó vào năm 2001, Thanh Lam cũng từng góp mặt vào hai bộ phim là Người hùng đá đỏ và Xích lô với hai vai phụ. Năm 2002, cô tiếp tục vào vai Thủy trong bộ phim Nắng ở trên đầu.
Đến ngày 28 tháng 11 năm 2023, theo Quyết định 1431/QĐ-CTN do Chủ tịch nước Võ Văn Thưởng, cô được phong tặng danh hiệu Nghệ sĩ Nhân dân.
Năm 2024, Thanh Lam tham gia chương trình truyền hình Bài hát của chúng ta phát sóng trên VTV3.

## Phong cách nghệ thuật

#### Giọng hát
- Loại giọng: Lyric Mezzo-Soprano (Nữ trung trữ tình)
- Quãng giọng: C3 ~ Eb5 ~ G5 (2 quãng tám, 3 nốt và một bán âm)
- Consist range: F3/F#3 ~ B4 ~ Eb5/E5

Giọng Thanh Lam phát triển ở quãng trầm. Cô có thể xuống được những nốt trầm sâu, dày, có sức nặng và tạo ra được chất cổ quái, huyền bí khi phiêu những ca khúc dân gian đương đại. Quãng trung của Thanh Lam mạnh, rất có lực và vang rền. Thanh Lam cũng thường belting và sở trường là những nốt G4, A4 (Sol, La quãng 4) được cô belt một cách thoải mái nhưng đầy kịch tính và vang vọng. Thanh Lam có thể xuống trầm tận C3 và belting lên đến Eb5.
11 năm học đàn tỳ bà giúp Thanh Lam tiếp thu được lối hát truyền thống của dân tộc, cụ thể là các cách nhả chữ, đổ hột, nảy chữ của chầu văn, ca trù, đều là những kĩ thuật hát rất khó. Và cô cũng từng áp dụng rất nhiều những kỹ thuật ấy vào nhạc nhẹ, vào một số màn thể hiện của mình.
Thanh Lam cũng là người tiên phong trong việc kết hợp giữa cách hát truyền thống dân tộc (khép chữ - lấy độ vang ở sau chữ như hát ru, dân ca, ca trù, quan họ...) với lối hát mới bel canto ở Tây phương (lối hát mở - mở rộng âm thanh tạo ra những quãng âm vang, rộng nhưng vẫn tròn vành, rõ chữ). Đây là sự kết hợp khó vì Tiếng Việt là ngôn ngữ đơn âm tiết, mỗi tiếng, mỗi chữ chỉ có một vần, không dính kết vào nhau và không có nối âm như một số ngôn ngữ dạng hòa kết, tổng hợp như của phương Tây. Hơn nữa, kỹ thuật bel canto tốt nhưng đóng, mở "chữ" không hợp lý hoặc mở quá hát không rõ lời hoặc khép quá hát sẽ không có âm thanh, thành ra khô vụn, vận dụng cứng nhắc, máy móc, "tròn vành" nhưng không "rõ chữ". Vì vậy, Thanh Lam có thể hát theo lối nhạc nhẹ mà vẫn có thể giữ lại bản sắc ngữ âm Tiếng Việt (khởi - mở - đóng chữ, 6 thanh điệu trầm bổng).

### Quan điểm
| “           | ...Tôi chưa bao giờ làm nghệ thuật với xu hướng làm mới mình cả. Làm nghệ thuật, phải mất bao lâu mới tạo dựng được một phong cách cho riêng mình, một màu sắc riêng mang đậm dấu ấn của mình, dại gì mà thay đổi! Vì đã chắc gì cái cũ là thứ đáng bỏ đi, chắc gì cái mới đã hơn được cái cũ! | ” |
| — Thanh Lam | |   |

## Đánh giá và nhận xét
"Thanh Lam, Mỹ Linh, Hồng Nhung... dù có làm mới thế nào thì vẫn là của... một thời. Không ai đi so sánh các ngôi sao trẻ của thủ đô hôm nay với hình bóng họ. Nhưng điều không thể phủ nhận là các ca sĩ trẻ bây giờ chưa tạo được một sức bật lớn khiến khán giả quên được các diva ấy."— Báo Người lao động

"Cho đến hiện tại, làng nhạc Việt chỉ có bốn nữ ca sĩ được công nhận diva là Thanh Lam, Hồng Nhung, Mỹ Linh, Trần Thu Hà. Họ đều là những giọng ca xuất sắc của nền âm nhạc Việt Nam đương đại và được xem như những người định hình cho cả một nền nhạc nhẹ nước nhà từ những năm 90 đến nay."— Báo Việt Nam mới

"Diva Việt Nam là một danh hiệu cao quý được công chúng và báo giới phong tặng cho 4 nghệ sĩ nữ Thanh Lam, Hồng Nhung, Mỹ Linh, Hà Trần. Suốt nhiều năm qua, dù có vô số cuộc tranh luận nổ ra và hàng trăm ca sĩ tài năng ra nghề, nhưng vẫn chỉ duy nhất 4 nữ nghệ sĩ trên được gọi là Diva... đối với công chúng, họ vẫn mãi ở trên đỉnh cao âm nhạc và xứng đáng với danh hiệu Diva hơn bao giờ hết".— Báo Tổ quốc

"Có nền tảng âm nhạc tốt, lại có duyên với các nhạc sĩ tên tuổi... những lý do này là công thức chung tạo nên thành công của 4 diva hàng đầu Việt Nam." hay "Thanh Lam, Hồng Nhung, Mỹ Linh, Hà Trần là những diva có cống hiến không nhỏ với âm nhạc nước nhà".— Báo Lao động

"Hiện nay có 4 giọng hát được coi là diva của âm nhạc Việt Nam đương đại: Thanh Lam, Hồng Nhung, Mỹ Linh, Trần Thu Hà".— Báo VnExpress

"Thanh Lam nắm ngôi vị Nữ hoàng nhạc pop được tròn 10 năm. Là ca sĩ tiên phong của nhạc trẻ Việt Nam, Thanh Lam được ghi nhớ là một trong những người gây dựng nên pop Việt. Một giọng hát mê hồn, cá tính táo bạo, bản năng nghệ sĩ thật sự... của cô đã ảnh hưởng không nhỏ đến lứa ca sĩ đàn em, kể cả Trần Thu Hà, Mỹ Linh khi họ bắt đầu sự nghiệp".
"Ngược lại với Hồng Nhung là Thanh Lam - giọng hát nhạc nhẹ kỹ thuật hàng đầu của Việt Nam hiện nay. Lam ngày càng trưởng thành, ngày càng kết hợp nhuần nhuyễn giữa những gì bản năng không mất đi theo thời gian với kỹ thuật điêu luyện của nghề hát. Cô học được ở các thần tượng pop-rock phương Tây cách xử lý giọng và bài hát. Cô đồng thời cũng học được ngón nghề của các cụ trong phong cách hát cổ truyền (ca trù, quan họ...).
Khi viết những bài hát khó, tôi nghĩ đến Thanh Lam. Với Lam, khó thế nào cũng nuốt được và biến nó thành cái của mình một cách dễ dàng. Những ưu điểm này có khi làm cô trở thành kẻ xuyên tạc bài hát, làm cho dở thành hay và ngược lại. Lam nông nổi và đầy tính cách. Ở Việt Nam, ít có tác giả nào đủ sức viết bài khiến cô hát thấy đã. Con người này muốn phá phách, muốn nổ tung... nhưng tiếc rằng thuốc nổ của các bài hát Việt Nam còn ít quá. Đó là một thiệt thòi cho cô. Album Mây trắng bay về mới phát hành là một đỉnh cao mới trong sự nghiệp của cô. Thanh Lam sẽ là một trong những ca sĩ đầu tiên của Việt Nam hội nhập nhạc nhẹ quốc tế."
"Hãy hát cho hay và có được sự nghiệp như các cô Thanh Lam, Hồng Nhung , Mỹ Linh... theo tôi thế là tốt rồi, cần gì phải diva."— Nhạc sĩ Dương Thụ

"Lam là một người quá ư có học, được đào tạo cơ bản. Không phải bỗng dưng Lam được người ta xem là "Nữ hoàng nhạc nhẹ" của cuộc thi âm nhạc lớn thời đó. Lam là một người luôn luôn sáng tạo, luôn làm mới mình, luôn cháy hết mình với nghề và có tài năng thực sự. Phải nói, Thanh Lam là một tài năng lớn trong giới ca sỹ."— Nhạc sĩ Trần Tiến

"Tôi hơi tham, kết tới 4 giọng ca: Thanh Lam, Mỹ Linh, Hồng Nhung và Bằng Kiều. Họ giải mã được bài hát, vì vậy thể hiện chúng hết sức truyền cảm, đạt đến sự điêu luyện, chứ không chỉ đơn thuần là phô diễn kỹ thuật. 3 nữ ca sĩ trên còn tiến đến mức hát như chơi, hát như nói, những rung động từ tác phẩm trực tiếp đến thẳng người nghe qua cách luyến láy, xử lý ca từ. Một sự rèn luyện công phu mới đủ sức đạt đến đỉnh cao như thế.".— Nhạc sĩ Bảo Chấn

"Nhạc của tôi nhiều người hát được đó chứ. Trước đây có Ngọc Thúy và sau này là Thanh Lam, Hồng Nhung. Trong thời gian gần đây, tôi đang cố xây dựng một thế hệ ca sĩ kế tục họ".— Nhạc sĩ Thanh Tùng

"Nghệ sĩ mà thăng bằng, tỉnh táo quá là vứt, cảm giác chông chênh mới mang lại thăng hoa trong sáng tạo. Có thể thấy sự thiếu thăng bằng đến nghiêng ngả ở Thanh Lam, thể hiện ở sự khát khao, nổi loạn, có lúc đẩy niềm vui lên đến tận cùng, rồi cũng có lúc để mình chìm đi trong nỗi buồn. Và đó chính là cái hay, cái mạnh của Thanh Lam".— Nhạc sĩ Nguyễn Cường

"Sau tất cả mọi chuyện, giờ đây chúng tôi làm việc với nhau có phần dễ hơn vì cô ấy có phong cách làm việc rất chuyên nghiệp, và giọng hát, theo tôi, hiện chưa có ai qua mặt được..."
"Mãi mãi ấn tượng của tôi về Lam là một ca sĩ luôn thể hiện sự đam mê và khát khao một cách mãnh liệt trong âm nhạc. Đó là điều không dễ làm được, và làm được cũng không dễ để duy trì lâu dài".
"Trong các ca sĩ làm việc, Thanh Lam luôn là nghệ sĩ nghiêm túc, tập trung và đam mê nhất. Có tinh thần làm việc hăng say nhất. Mỗi lần làm việc với chị Lam, tôi đều tin tưởng. Ngoài những mối quan hệ ra, kỹ năng, sự tập trung, tâm huyết đối với các dự án, không chỉ riêng lần này mà những lần khác nữa, chị Lam đều là người đáng tin cậy nhất.— Nhạc sĩ Quốc Trung

"Khi nghe Lam thể hiện những ca khúc của mình tôi cảm nhận rõ được sự nâng niu và vuốt ve từng câu chữ. Hát như thế thì tôi thực sự kính phục và ngưỡng mộ. Với tôi, Lam vẫn là một giọng hát nồng nàn, bốc lửa. Chị đã hát bằng tất cả những gì được học, tất cả những gì đã trải nghiệm - một giọng hát đầy bản năng nhưng cũng rất tinh tế!
Cho tới bây giờ, tôi chưa một lần nghe chị gào thét hoặc rú rít lên trong bài hát của tôi. Ở giọng ca đó tôi luôn cảm nhận rõ sự biểu cảm mạnh mẽ và rất vừa vặn. Tôi nghĩ rằng cuộc đời tôi đã rất may mắn khi gặp được giọng hát như thế này!
Còn với riêng Sơn, Thanh Lam là một nghệ sĩ đích thực, là giọng hát số một mà Sơn nghĩ là không có số hai, vì đẳng cấp chênh lệch nhau rất nhiều, vậy thôi, chỉ một câu như thế thôi. Muốn hát được hay, được lâu, mười mấy năm rồi luôn được coi là "nữ hoàng nhạc nhẹ" như thế thì không chỉ là tài năng mà còn là văn hoá nữa!"
"Thanh Lam vẫn luôn là giọng ca nữ truyền tải tốt nhất tinh thần và kỹ thuật của nhạc Lê Minh Sơn. Giọng Lam có những quãng trầm rất đẹp, da diết, thiết tha; những quãng cao thanh mà không gắt, bùng nổ, chứa chan cảm xúc, có thể đưa người nghe tới tận cùng của cảm xúc."— Nhạc sĩ Lê Minh Sơn

"Giải thưởng này nên đổi lại tên, một cái tên thuần Việt, riêng của người Việt. Mọi người đang lạm dụng danh hiệu Diva. Đành rằng đồng ý khi công chúng công nhận những cái tên Hồng Nhung, Thanh Lam, Mỹ Linh, Hà Trần là Diva nhạc Việt, bởi họ có thời gian cống hiến dài lâu cùng với tài năng thực sự. Nhưng từng ấy người có lẽ là quá đủ. Diva có ý nghĩa lớn hơn, cao quý hơn sự tôn vinh mà mọi người muốn dành cho ca sĩ Việt Nam. Tôn vinh họ với danh từ ngôi sao, tôi nghĩ có lẽ hợp lý và dễ chấp nhận hơn".— Nhạc sĩ Đỗ Bảo

"Chỉ có Thanh Lam mới xứng là Diva" hay "Với tôi, Thanh Lam là mẫu mực của sự đột phá và ngẫu hứng khiến tôi yêu mến vô cùng."— Nhạc sĩ Tuấn Khanh

"Họ là những ca sĩ mà tôi yêu quý. Biểu diễn chung với họ, tôi có cảm hứng thật đặc biệt. Thanh Lam đại diện cho sự cháy bỏng, nồng nàn; Hồng Nhung biểu hiện của cái đẹp mượt mà; Trần Thu Hà là sự phiêu diêu, ngẫu hứng rất jazz. Họ thật sự là những tài năng, thành danh bằng chính thực lực của mình."— Nghệ sĩ Saxophone Trần Mạnh Tuấn

"Lam hay lắm. Làm việc với nhau tôi nhận ra Lam giỏi vô cùng. Một cái kết, Lam đưa ra 8 cách hát khác nhau cho tôi chọn. Điều đó là vô cùng hiếm trong thời buổi nhiều ngôi sao nhìn thấy bản nhạc là khóc thét vì không biết đọc nốt nhạc. Và quan trọng nữa là Lam có được cảm xúc mãnh liệt khi hát".— Nhà sản xuất âm nhạc - Đạo diễn Lê Thanh Hải

"Tôi quen Thanh Lam từ rất lâu rồi. Giọng cô ấy rất đẹp và mạnh mẽ, cô ấy hát được mọi thể loại nhạc, như soul, pop, rock, blues... Dù không gặp cô ấy thường xuyên nhưng tôi vẫn theo dõi cô ấy hát những gì theo dòng thời gian. Vào đầu những năm 1990 tôi gặp Trịnh Công Sơn, ông ấy nói tương lai nhạc Việt là giọng của Hồng Nhung, Thanh Lam. Dù lúc đó Lam còn rất trẻ, nhưng rõ ràng là Trịnh Công Sơn đã dự đoán đúng.
Hôm qua tôi đã làm việc với Thanh Lam 4 tiếng đồng hồ liền. Cô ấy là ba con người trong 1, khi tôi đề nghị cô ấy làm 3 việc cho show diễn này: Chia sẻ sân khấu với các nhạc công khác mà cô ấy chưa từng làm việc cùng, thể hiện một khoảnh khắc rock ồn ào mạnh mẽ, và một khoảnh khắc rất dịu nhẹ chỉ có thuần túy giọng cô ấy với guitar và violin. Vừa thời điểm này là sắc thái này, thời điểm khác lại là sắc thái khác nối tiếp nhau - rất ít ca sĩ có thể làm được như cô ấy".— Giám đốc nghệ thuật Philippe Bouler

"Tôi không chê trách nhạc trẻ bây giờ. Đã có rất nhiều nhạc sĩ, ca sĩ trẻ khá thành công. Bản thân tôi cũng ngưỡng mộ một vài giọng hát như Thanh Lam, Hồng Nhung, Mỹ Linh và gần đây có Mỹ Tâm. Các bạn trẻ không mặn mà lắm với dòng nhạc truyền thống có lẽ vì họ còn non về kỹ thuật, không dám dấn thân vào. Với nhạc trẻ sẽ dễ dàng bước đi hơn".— NSƯT Quang Lý

"Tôi thấy ca nhạc trong nước phát triển quá chừng. Tôi rất mê không khí âm nhạc ở quê hương, nó nhộn nhịp và đa dạng làm sao! Các ca sĩ ở đây đều có phong cách riêng và giỏi hơn thời của chúng tôi ngày xưa. Tôi thích Thanh Lam, Hồng Nhung, Trần Thu Hà".— Ca sĩ Elvis Phương

"Tôi phục Cẩm Vân, Thanh Lam, Mỹ Linh và anh Quang Linh! Vì anh Quang Linh hát nhạc không theo xu hướng thị trường mà vẫn được khán giả yêu thích. Còn Thanh Lam là 1 ca sĩ có giọng ca thiên bẩm, kĩ thuật thanh nhạc cao, đặc biệt là có khả năng cảm ứng âm nhạc rất tốt. Tôi luôn phục họ" hay "Với tôi, tôi thích chị Thanh Lam từ ngày xửa ngày xưa. Khi còn là thiếu nhi, tôi đã thích chị Thanh Lam hát. Và tôi đã thấy luôn được tố chất của một người nghệ sĩ rất phóng khoáng và rất riêng".— Ca sĩ Hồng Nhung

"Ở Việt Nam chỉ có NSND Lê Dung và Thanh Lam mới có thể xứng với danh xưng đó. Cô Lê Dung là người hát rút ruột, rút gan và gây ra một ảnh hưởng lớn trong các thế hệ ca sĩ sau này. Cũng giống như chị Thanh Lam. Chị ấy vẫn luôn ở đỉnh cao sau bao sóng gió của cuộc đời. Thanh Lam là người quyết liệt. Tôi không chịu nhiều ảnh hưởng của cô Lê Dung vì cách xa thế hệ, nhưng tôi chịu ảnh hưởng rất nhiều từ Thanh Lam".— Ca sĩ Mỹ Linh

"Tôi nghe Thanh Lam từ thời tôi mới lớn. Nhiều thế hệ người Việt Nam cũng vậy, khen chê đủ cả. Thế nhưng người đầu tiên được công chúng và báo giới gọi là nữ hoàng nhạc nhẹ từ thời những năm cuối 1988 cho tới nhiều năm về sau chính là chị. Là người có nghề, ít ai không phục chị vì bản lĩnh âm nhạc và tôi là một trong số những người thành danh hàng chục năm cũng không đủ tư cách để so bì".— Ca sĩ Trần Lập

"Thanh Lam hôm qua, hôm nay hay ngày mai sẽ vẫn là thần tượng của tôi. Có thể khán giả sẽ không hài lòng về điều này hay điều kia, thậm chí không đón nhận những cái mới mà chị Lam đã phải uốn mình ra chịu trận để tìm ra một mình một hướng đi riêng biệt, một định hướng cao hơn những gì được xem là giải trí hàng ngày. Nếu ai đó đã từng ngồi vào những vị trí mà chúng tôi đang ngồi thì sẽ thấy những áp lực nặng nề là phải làm sao để mình luôn mới, luôn cao hơn hôm qua và luôn được mọi người đón nhận.
Tuy nhiên không phải quyết định nào cũng đúng, cũng có những trái tim và những gu âm nhạc bắt nhịp và đón nhận được những thử nghiệm đó. Con đường của một nghệ sĩ có lúc thênh thang, có lúc phải đi qua nhiều gai nhọn. Với tôi, ngọn lửa trong giọng hát của chị Lam vẫn mãi là ngọn lửa thiêng của một ngôi đền với nhiều tượng đài xuất chúng, cao quý đang ở đó và ngọn lửa ấy sẽ không bao giờ tắt".— Ca sĩ Đàm Vĩnh Hưng

"Ngày xưa tôi chưa là ca sĩ tôi luôn xem Thanh Lam là thần tượng của mình. Còn bây giờ tôi ngưỡng mộ và mục tiêu của tôi để vươn tới thì cũng là Thanh Lam, chú trần Tiến và Bố Trần Hiếu đó thôi!"— Ca sĩ Hà Trần

"Thần tượng trong nghề của Thu Minh là Celine Dion và Thanh Lam".
"Đối với tôi, phải có lý do để mọi người ca tụng chị Thanh Lam là Diva của âm nhạc Việt Nam. Chị là một hình mẫu mà bao thế hệ ca sĩ đàn em phải học tập, trong đó có tôi. Trong những lần biểu diễn chung, tôi lại càng dành sự ngưỡng mộ, trân trọng giọng hát thiên bẩm cũng như khả năng chuyên môn và cả tính bộc trực của chị..."— Ca sĩ Thu Minh

"Chị Lam là một đàn chị trong nghề, một người đã rất thành công ở dòng nhạc nhẹ, là người đi đầu trong đổi mới phong cách nhạc nhẹ ở Việt Nam. Tấn đã rất thích chị Lam từ lúc chưa đi học hát. Khi đã vào nghề, Tấn rất thích sự đam mê hết mình trên sân khấu của chị Lam. Chính Tấn đã học được điều này từ chị Lam".— Ca sĩ Trọng Tấn

"Chị Thanh Lam là ngôi sao thần tượng của giới trẻ. Một giọng mezzo-alto như chị là hiếm ở Việt Nam. Ở chị luôn luôn là một ngọn lửa cháy".
"Đó là người đàn bà quyết liệt, mạnh mẽ, nhiều trải nghiệm và rất tinh tế. Còn trong âm nhạc, Thanh Lam luôn biết 'kích thích' người hát cùng sung theo mình. Điều đó khiến cho những ca sĩ trẻ luôn cảm thấy hưng phấn và tự tin để thỏa sức phiêu trong bài hát."— Ca sĩ Tùng Dương

"Để đi theo một con đường riêng chắc chắn có nhiều khó khăn. Tôi phải nhìn những ca sĩ đàn chị như Mỹ Linh, Thanh Lam, Hà Trần để học hỏi những phong cách thay đổi trong âm nhạc".— Ca sĩ Lê Hiếu

"Thanh Lam, bao nhiêu cú shock, bao nhiêu trắc trở, chị vẫn tồn tại và hát, lực và lửa hát vẫn mạnh mẽ, ngùn ngụt nhất, vẫn là số 1".— Ca sĩ Phương Thanh

"Thời điểm này rất khó cho bất cứ ca sĩ nào vượt lên chứ không riêng gì tôi. Thời của Thanh Lam, Hồng Nhung nhạc nhẹ chưa có, họ như là những người tiên phong. Sau đó là Mỹ Linh, Trần Thu Hà, 3A... đều dễ dàng bứt phá, đạt được cả chuyên môn lẫn kinh tế".— Ca sĩ Ngọc Anh (Tam ca 3A)

"Giọng hát thì Quyên rất thích chị Thanh Lam. Còn về một cách toàn diện, về con người, về sự phấn đấu, tài năng thì đến thời điểm này là anh Đàm Vĩnh Hưng".— Ca sĩ Lệ Quyên

"Theo cách nghĩ của cá nhân tôi, người duy nhất tôi công nhận ở đẳng cấp Diva hiện tại ở Việt Nam là Thanh Lam".— Ca sĩ Mỹ Lệ

"...Việt Nam sinh ra rất nhiều tài năng âm nhạc, nhưng chỉ có từng ấy người được vinh danh là diva. Và trong lòng tôi chị Thanh Lam là diva duy nhất... hay "Giọng hát của tôi chỉ ở mức trung bình khá, khi hát với chị, vẫn cần cố gắng nhiều. Tôi thần tượng chị từ lâu. Chị Lam là diva duy nhất trong lòng tôi."— Ca sĩ Tuấn Hưng

"Từ ca sĩ trở thành nghệ sĩ đã khó, trở thành một nữ danh ca được nhiều người công nhận lại càng khó hơn. Tôi thấy mình như một quả xanh chưa chín, vẫn đang trong quá trình tích lũy để hình thành một lối đi. Trở thành một Diva như Thanh Lam, Mỹ Linh, Hồng Nhung, Trần Thu Hà chắc phải còn dài".— Ca sĩ Khánh Linh

"Tôi thừa hiểu tất cả danh xưng chẳng bao giờ tự mình nói ra mà có được. Là nữ ca sĩ, không ai không mơ được thành danh như các chị Thanh Lam, Hồng Nhung, Mỹ Linh, Trần Thu Hà. Từ bé, tôi đã thần tượng họ và chưa bao giờ thôi ngưỡng mộ, học hỏi cũng như phấn đấu theo gương các đàn chị. Đối với tôi, danh hiệu đó là vương miện của nghề hát".— Ca sĩ Hiền Thục

"Tôi cũng mơ đến một ngày mình bước lên đẳng cấp diva như những Thanh Lam, Mỹ Linh, Hồng Nhung, Trần Thu Hà... đã làm. Ai cũng có quyền ước mơ mà.— Ca sĩ Phương Vy

"Bao năm qua, đã có ca sĩ nào vượt qua được chị Thanh Lam, Hồng Nhung, Mỹ Linh? Hình như là chưa thì phải, khó lắm. Vì thế, nếu xuất hiện người giỏi, hát hay, làm nên hiện tượng, tôi sẽ rất mừng vì nền âm nhạc có bước đột phá".— Ca sĩ Nguyễn Ngọc Anh

"Linh thấy điều đáng quý nhất ở chị Thanh Lam là dù buổi tập ngắn hay dài, ở trong phòng thu hay trên sân khấu, chị vẫn hát và thể hiện hết mình trong từng câu hát, liên tục tương tác với các nhạc công để tiết mục được hoàn chỉnh tốt hơn. Nhờ thế mà những phần tập của chị rất hứng thú và hiệu quả.
Cung cách và tác phong làm việc chuyên nghiệp, hết mình vì tiết mục đó của chị Thanh Lam sẽ luôn là một bài học đáng quý cho những ca sĩ trẻ như Uyên Linh, và luôn truyền cho Linh thêm những ngọn lửa đam mê, nhiệt huyết và nghiêm túc với nghề".— Ca sĩ Uyên Linh

"Tôi yêu chị Thanh Lam. Có nhiều đêm diễn, tôi đứng trong cánh gà, cứ mải ngắm Thanh Lam mà quên mất, sắp tới mình phải hát gì. Người đâu mà đẹp và hát hay thế. Giọng hát của tôi có nhiều điểm giống Thanh Lam, về quãng trầm giống nhau nhưng ở quãng cao, tôi thấp hơn chị Lam một nốt, nên nghe cứ hay bị ghìm lại chứ không bùng nổ. Tôi tránh hát những ca khúc mà chị Lam từng hát, rất dễ bị giống và bị ảnh hưởng.
Nhiều người bảo tôi hát kĩ thuật quá nhưng nói thế là sai. Người nào hiểu kĩ thuật thì biết ngay, kĩ thuật tôi còn non lắm. Sắp tới, tôi sẽ học lên tiếp để chinh phục những quãng cao, người ta bảo giọng trầm như tôi hiếm nhưng cứ nhìn chị Lam kìa, người đâu mà có quãng trầm đẹp thế, nghe đã lắm".— Ca sĩ Hoàng Quyên

"Em thích giọng Thanh Lam từ hồi chị chuyển qua hát nhạc của Lê Minh Sơn. Chị ấy đã được vùng vẫy thể hiện cá tính riêng trong âm nhạc rất kén người nghe. Với em, việc xử lý bài hát không phủ nhận cũng bị ảnh hưởng một chút từ Thanh Lam. Nhưng đó là điều hết sức bình thường, em không chủ động bị ảnh hưởng chỉ vô thức thôi".— Ca sĩ Hà Linh

"Hầu hết những ca sĩ trẻ đều chịu ảnh hưởng từ chị Thanh Lam. Phải nói chị Lam là người viết một câu thơ hay mà câu thơ đó đã trở thành một câu đồng dao trong làng nhạc Việt".— Ca sĩ Thái Thùy Linh

"Trong số những ca sĩ trong nước, tôi thích Thanh Lam, một giọng ca rất điêu luyện và hay. Cô ấy là ca sĩ đầu tiên trong nước qua hải ngoại thâu băng cách đây khoảng 10 năm".— Ca sĩ Lynda Trang Đài

"Tôi không tin vào chuyện lăng xê. Ai có tài thì sẽ nổi lên thôi. Tại thị trường âm nhạc Việt Nam hiện nay, có quá nhiều ca sĩ nhưng nhìn lại những ca sĩ đàn chị như Hồng Nhung, Mỹ Linh, Thanh Lam... vẫn đứng ở vị trí hàng đầu".— Ca sĩ Thanh Bùi

"Thanh Lam là 1 diva, với giọng hát như...nhập về từ 1 cõi nào đó mà Tùng và rất nhiều ca sĩ đàn em ngưỡng mộ".— Ca sĩ Phan Đinh Tùng

"Tôi nghĩ rằng không chỉ tôi mà nhiều ca sĩ thần tượng Thanh Lam".— Ca sĩ Quang Hà

"Nhìn những nghệ sĩ phía Bắc Hoàng Hải vẫn thấy các tên tuổi đàn chị như Thanh Lam, Mỹ Linh vẫn có chỗ đứng, gần như là tượng đài không thể thay thế dù họ đã đứng trên sâu khấu rất lâu rồi nhưng đến nay vẫn chưa ai thay thế được. Đó là mơ ước của tất cả những người nghệ sĩ, không riêng gì Hải".— Ca sĩ Hoàng Hải

"Diva Thanh Lam từng là một nguồn cảm hứng rất lớn cho Khoa. Danh hiệu diva của chị Lam không phải tự nhiên mà có. Chính nhờ qua giọng hát của chị mà Lê Khoa biết đến âm nhạc của anh Lê Minh Sơn và yêu quý thứ âm nhạc mê hoặc đó lúc nào không hay."— Ca sĩ Lê Khoa

## Đời tư
Năm 19 tuổi, Thanh Lam bắt đầu cuộc hôn nhân đầu tiên nhưng sau đó đã ly hôn, họ có với nhau 1 người con gái khi Lam 20 tuổi. Con gái đầu lòng của cô tên Phạm Hồng Vân (sinh ngày 8 tháng 10 năm 1989, từng theo học ngành lý luận sáng tác ở Học viện Âm nhạc Quốc gia Việt Nam và sau đó Vân đi du học ngành thiết kế nội thất tại Úc), hiện Hồng Vân là một kiến trúc sư, cô đã kết hôn sinh 2 cháu và cùng gia đình định cư tại Úc. Năm 1991, Thanh Lam ra mắt gia đình nhạc sĩ Quốc Trung để hai người xin phép được kết hôn nhưng họ không được bố mẹ Trung chấp nhận, nghệ sĩ nhân dân Trung Kiên cho rằng do sự khác biệt từ tính cách của hai người: "[...] nếu đi đến hôn nhân, họ sẽ không có một kết cục tốt đẹp". Năm 1994, cả hai tổ chức đám cưới mặc dù chưa đăng ký kết hôn nhưng họ đã có 2 người con Nguyễn Thiện Thanh (sinh ngày 12 tháng 10 năm 1996) và nghệ sĩ dương cầm Nguyễn Đăng Quang (sinh ngày 24 tháng 7 năm 1998). Năm 2004, Thanh Lam và Quốc Trung chính thức ly hôn và tiếp tục giữ mối quan hệ bạn bè và đồng nghiệp. Chồng của Thiện Thanh là thạc sĩ, ca sĩ Nguyễn Thăng Long (sinh năm 1992); cả 2 hiện đang giảng dạy tại trung tâm nghệ thuật Sol Art. Thanh và Long hiện đã sinh 1 cháu vào tháng 12 năm 2024. Lam thân thiết với nghệ sĩ nhân dân Trung Kiên (bố chồng cô):
"Ly hôn là chuyện của Lam và Trung, còn việc tình cảm cha con của tôi và Lam vẫn tốt vì Lam cũng là một nghệ sĩ chân chính, một người tử tế, nhất là khi con của Lam lại đang ở với tôi".
Ngày 14 tháng 5 năm 2020, Thanh Lam lần đầu đăng tải bức ảnh hẹn hò. Cô và người yêu chính thức công khai mối quan hệ vào tháng 6 năm 2020. Sau đó, Lam đăng ảnh ngày 22 tháng 8 năm 2020 để công khai danh tính người đó là doanh nhân, bác sĩ Bùi Tiến Hùng (sinh ngày 28 tháng 2 năm 1962) quê ở Hải Phòng; anh là bác sĩ nhãn khoa từng giành được nhiều giải thưởng trong nước và quốc tế. Họ lần đầu gặp vào tháng 3 năm 2020 khi cô đến phòng khám của Hùng. Hai người con riêng của Hùng với vợ đầu là Bùi Minh Dũng và nghệ sĩ dương cầm Bùi Việt Hà (bạn học chung cùng Đăng Quang tại học viện Âm nhạc Quốc gia Việt Nam). Ngày 19 tháng 6 năm 2021, họ đã làm lễ dạm ngõ.

## Danh sách đĩa nhạc
Album phòng thu
- Em đi qua tôi (1990)
- Nếu điều đó xảy ra (1990)
- Giọt nắng bên thềm (1991) (Tái bản năm 1993 với tên Gọi tên bốn mùa)
- Tiếng hát Thanh Lam 92 (1992)
- Bài hát ru anh (1997)
- Lá thư (1998)
- Em và tôi (1998)
- Ru đời đi nhé (1999)
- Khát vọng (1999)
- Nơi mùa thu bắt đầu (1999)
- Chia tay hoàng hôn (2000)
- Tự sự (2000)
- Mây trắng bay về (2001)
- Ru mãi ngàn năm (2004)
- Nắng lên (2005)
- Này em có nhớ (2005)
- Em và đêm (2005)
- Lam Blue ta (2007)
- Nơi bình yên (2009)
- Thanh Lam Acoustic (2009)
- Nơi gặp gỡ tình yêu (2020)
- Cuốn phim (2025)

## Biểu diễn trực tiếp
- Đêm huyền diệu (1996)
- Cho em một ngày (1997)
- Em và tôi (1999)
- Ru mãi ngàn năm (2004)
- 18 tháng 7 năm 2004, Âm nhạc và những người bạn–Nắng Lên tại Nhà hát Lớn Hà Nội.[119]
- Em tôi (2006)
- 29 tháng 11 năm 2007, Lam xưa tại Nhà hát Hòa Bình, Thành phố Hồ Chí Minh.[120]
- Echo of Love (2009)
- 25 và 26 tháng 9 năm 2009, Tình yêu không lời tại Nhà hát Lớn Hà Nội.[121]
- Yêu (với Tùng Dương) (2010)
- Cầm tay mùa hè (2011, 2012, 2013)
- Đường xa mây trắng (2011)
- Thương (với Tùng Dương) (2012)
- 29 và 30 tháng 11 năm 2013, Người đàn bà yêu tại Nhà hát Lớn Hà Nội.[122]
- 8 tháng 11 năm 2014, Bản tình ca cha viết tại Cung Văn hóa Lao động Hữu nghị Việt Xô, Hà Nội.[123]
- 19 tháng 6 năm 2017, Đêm hè Lam tại Nhà hát Lớn Hà Nội.[124]
- 1 và 2 tháng 12 năm 2018, Bình minh tại Cung Văn hóa Lao động Hữu nghị Việt Xô, Hà Nội.[125]
- Mùa yêu (với Tùng Dương) (2019)
- Hẹn yêu (2021)

## Phim
| Năm  | Phim             | Vai diễn        | Chú thích |
| ---- | ---------------- | --------------- | --------- |
| 2001 | Người hùng đá đỏ | Khách mời       | [ 126 ]   |
| 2001 | Xích lô          | Ca sĩ phòng trà | [ 126 ]   |
| 2002 | Nắng ở trên đầu  | Thủy            | [ 127 ]   |
| 2009 | 13 nữ tù nhân    | Vân             | [ 128 ]   |

## Giải thưởng và vinh danh
- "Giải nhất" liên hoan Ca khúc chính trị tại Berlin (1986).[129]
- "Giọng hát vàng" tại Liên hoan Giọng hát vàng ASEAN (1998).[130]
- "Ca sĩ được yêu thích nhất" tại Festival âm nhạc La Habana – Cuba (1989).[15]
- "Giải thưởng lớn" (Giải cao nhất) cuộc thi Đơn ca nhạc nhẹ toàn quốc lần 2 (1991).[15]
- "Giải nhất" cuộc thi Liên hoan các ban nhạc nhẹ toàn quốc cùng với ban nhạc Phương Đông (1993).
- "Giọng hát Vàng" tại Liên hoan Giọng hát vàng ASEAN (1998).
- Danh hiệu Nghệ sĩ Ưu tú (2007).[44]
- Các giải thưởng khác: Top 10 Làn Sóng Xanh (1997, 1998, 1999, 2000, 2001, Tổng kết 10 năm), VTV – Bài hát tôi yêu (2002, 2003, 2004), Album Vàng, Bài hát Việt (thể hiện hiệu quả nhất), Bài hát yêu thích,...
- 13 đề cử và 1 Giải thưởng Cống hiến[131]
- Danh hiệu Nghệ sĩ Nhân dân (2023)[130]
- "Giải OG ấn tượng" tại Our song - Bài hát của chúng ta (2024)[132]
- Á quân Our song - Bài hát của chúng ta (2024)[132]